# Atlanta Chiefs
Atlanta Chiefs fu il nome di due club calcistici statunitensi esistiti ad Atlanta in due periodi differenti ed entrambi attivi nella North American Soccer League: il primo, fondato nel 1967 e attivo fino al 1973 esordì nel campionato NPSL I, entrando a far parte, l'anno successivo, nella neonata NASL, della quale furono i primi vincitori. Nel 1973 il club cambiò nome in Atlanta Apollos e si trasferì al Bobby Dodd Stadium, per poi sciogliersi al termine di quella stagione. Il secondo club con tale nome nacque come Colorado Caribous, iscritto anch'esso alla NASL, che si trasferì ad Atlanta nel 1979 per riprendere il nome del club originario della città. Tale club si sciolse definitivamente nel 1981.

## Storia
Il club fu fondato nel 1967 per prendere parte al neonato campionato NPSL, nella cui Eastern division si classificò quarta.
L'anno seguente i Chiefs parteciparono alla prima edizione del campionato NASL sotto la guida tecnica del gallese Phil Woosnam, arrivando primi nell'Atlantic division e conquistando il titolo dopo aver battuto in finale i San Diego Toros.
Quello stesso anno i Chiefs sfidarono in amichevole e sconfissero per due volte il Manchester City.
Al termine della stagione 1968 la lega NASL si trovò in gravi problemi a causa del contemporaneo abbandono di dieci squadre.
I Chiefs furono uno dei pochi club a sopravvivere e a giocare il campionato del 1969 dove arrivarono secondi alle spalle dei Kansas City Spurs.
Dopo aver sfiorato l'accesso ai playoff nel 1970, nel 1971 i Chiefs vinsero nuovamente il loro girone e riuscirono ad arrivare alla finale dei playoff, perdendola contro i Dallas Tornado.
Nel 1973 la squadra cambiò nome in Atlanta Apollos, ma non riuscì a qualificarsi per le fasi finali arrivando solo terza nel girone.
Nel 1974 le difficoltà economiche causarono la mancata iscrizione della squadra alla NASL.
| Atlanta Apollos (Prima maglia) | Atlanta Apollos (seconda maglia) |

Dopo cinque anni di pausa, nel 1979 i Chiefs furono riportati in vita grazie all'acquisto della franchigia dei Colorado Caribous.
Il club riprese a giocare nel vecchio Atlanta-Fulton County Stadium per altre tre stagioni prima di chiudere definitivamente i battenti al termine della stagione 1981.

## Palmarès
- Campionati nordamericani (NASL): 1 (1968).
  - Divisioni vinte: 3 (Atlantic Division 1968; Southern Division 1971, 1981).
- Allenatore dell'anno: 1968 Phil Woosnam
- Matricola dell'anno: 1968 Kaizer Motaung
- Prime scelte per il team All Stars:
  - 1967 Emment Kapengwe
  - 1969 Emment Kapengwe, Kaizer Motaung
  - 1970 Uriel, Dave Metchick, Art Welch
  - 1971 Kaizer Motaung
  - 1972 Paul Child
  - 1981 Brian Kidd

## Allenatori
- Phil Woosnam (1967-1968)
- Vic Rouse (1969-1972)
- Ken Bracewell (1973)
- Dan Wood (1979)
- Dave Chadwick (1980-1981)